# Drumul expres Arad–Oradea
Drumul Expres Arad–Oradea, denumit "Lotus Expres", cu indicativul DEx16, este un drum expres aflat în stadiu de licitație. Acesta va traversa județele Arad și Bihor, situându-se pe raza teritorială a următoarelor unități administrativ-teritoriale: municipiul Arad, localitățile Chișineu-Criș, Livada, Macea, Șimand, Șofronea, Zerind, Zimandu Nou, Avram Iancu, Cefa, Ciumeghiu, Gepiu, Mădăras, Nojorid, municipiile Oradea și Salonta, localitățile Sânnicolau Român și Sântandrei.
Drumul de mare viteză, cu profil de patru benzi, va avea o lungime totală de aproximativ 120 de km, la care se adaugă drumurile de legătură, ce însumează 18 km. Conform studiului de fezabilitate, valoarea totală a investiției se ridică la 11.7 miliarde de lei, inclusiv TVA. Construcția este finanțată din fonduri europene prin Programul Transport 2021-2027, iar fiecare contract trebuie finalizat în maximum 24 de luni.
Drumul expres Arad–Oradea reprezintă o componentă strategică a coridorului rutier care va asigura conexiunea între Marea Baltică, Marea Neagră și Marea Egee, proiect al Uniunii Europene stabilit prin Inițiativa celor Trei Mări.

## Caracteristici tehnice
Lucrarea prevede 86 de poduri și pasaje, 6 parcări de scurtă durată, 8 spații de servicii, 4 Centre de Întreținere și Coordonare și implementarea unui sistem inteligent de monitorizare a traficului.
Proiectul include 12 noduri rutiere amplasate la intersecția cu drumul de legătură Centura Oradea cu A3, DC71, Gepiu cu DN7, Salonta cu DJ795, drumul de legătură cu granița Ungariei, Avram Iancu cu DN79, Chișineu-Criș cu DN79, DJ792C, Varianta de Ocolire Arad Nou, DJ 709B, DJ709C cu Drum de legătură cu zona industrială Arad Vest și Varianta Ocolitoare Arad cu DN7.
Viteza de proiectare a drumului expres Arad – Oradea a fost stabilită la 140 km/h. Viteza de proiectare în zonele de deal este de 120 km/h, respectiv de 80 km/h în nodurile rutiere de tip A.
Proiectarea drumului expres a ținut cont de respectarea regulilor de biodiversitate din zona Salonta - Chișineu-Criș, care include arii protejate. În consecință, traseul a fost modificat prin proiectarea unor noi pasaje.

## Listă tronsoane
Traseul drumului de mare viteză este împărțit în trei loturi:
    ● Lot 1 - Oradea – Salonta, în lungime de 33.7 km (plus 5.3 km drum de legătură între DN79 Oradea - Arad și Salonta)
    ● Lot 2 - Salonta – Chișineu-Criș, în lungime de 39.7 km (plus 10 km drum de legătură până la granița cu Ungaria)
    ● Lot 3 - Chișineu-Criș – Arad, în lungime de 47.07 km (plus 2.9 km drum de legătură cu Zona Industrială Arad Vest)

## Licitație
Vineri, 23 februarie 2024, anunțurile de licitație pentru execuție lucrări la loturile 1 și 3 ale Drumului Expres Arad–Oradea au fost publicate în Sistemul Electronic de Achiziții Publice (SEAP). Valoarea estimată a contractului pentru lotul 1, în lungime de aproximativ 33.7 km, este cuprinsă în intervalul 2.7 miliarde - 3.1 miliarde de lei. Valoarea estimată a contractului pentru lotul 3, în lungime de aproximativ 47.07 km, este cuprinsă în intervalul 3.5 miliarde - 4 miliarde de lei.
Vineri, 22 martie 2024, anunțul de licitație pentru realizarea lotului al doilea din drumul expres Arad–Oradea a fost publicat în SEAP. Valoarea estimată a contractului pentru lotul 2, în lungime de 39.7 km, este de 3.4 miliarde de lei fără TVA.